# Gvandra (Gulripshi)
Gvandra (en georgiano: გვანდრა; en abjasio: Гәандра) es una aldea que pertenece a la parcialmente reconocida República de Abjasia, parte del distrito de Gulripshi, aunque de iure pertenece al municipio de Gulripshi de la República Autónoma de Abjasia de Georgia.

## Toponimia
El nombre del Gvandra proviene del abjasio Gu-aandra (frontera).

## Geografía
Gvandra se encuentra en la parte superior del valle de Kodori, en el margen izquierdo del río Gvandra. La aldea está a 97 km de Gulripshi y se administra desde el pueblo de Azhara.

## Historia
Después de la guerra del Cáucaso, cuando se anexó el principado de Abjasia, los rusos expulsaron a los habitantes originales (abjasios tsebelda y dali) de los valles en los tramos superiores del Kodori. La zona se repobló posteriormente con esvanos. 
Durante el período soviético, se incluyó en el raión de Gulripshi y se desarrollaron la agricultura y la ganadería.  
El 12 de agosto de 2008, las fuerzas abjasias tomaron el control de Gvandra y de la mayoría del valle de Kodori, también conocido como la Alta Abjasia.

## Demografía
La evolución demográfica de Gvandra entre 1959 y 2002 fue la siguiente:
| 217                                                 | 105 | 97 |
| (Fuente: Population of Abkhazia since Soviet times) |     |    |

Según el censo de 2002, el 95% de la población georgianos del subgrupo de los esvanos.